# Beesoniidae
Beesoniidae Ferris, 1950, è una piccola famiglia di insetti appartenente all'ordine dei Rincoti Omotteri, superfamiglia Coccoidea. 

## Sistematica e diffusione
La famiglia comprende 15 specie ripartite fra sei generi:
- Beesonia
- Danumococcus
- Echinogalla
- Gallacoccus
- Limacoccus
- Mangalorea

Alcune classificazioni discernono fra Limacoccus e gli altri generi, separandoli in due distinte tribù o, in vecchi schemi, posizionando Limacoccus nella famiglia dei Phoenicococcidae. 
La famiglia è rappresentata prevalentemente nella Regione orientale. Fanno eccezione la specie Beesonia napiformis, il cui areale, dalla regione orientale (Cina e Nepal), si espande fino al Paleartico orientale (Cina settentrionale, Giappone e Corea), Beesonia napiformis, presente nella Regione australasiana (Queensland), e il genere Limacoccus, che ha invece distribuzione neotropicale.
La specie Limacoccus brasiliensis è stata segnalata in Italia, nel 1991, su palme della specie Arecastrum romanzoffianum importate dal Brasile. Secondo Fauna Europaea, la specie sarebbe presente anche in Sicilia, tuttavia non sono citate le fonti in merito a questa segnalazione.

## Descrizione e biologia
Malgrado il ridotto numero di specie, la famiglia presenta una certa eterogeneità sia nella morfologia sia nella biologia.
Le specie del genere Beesonia hanno affinità con i Diaspini, in quanto le femmine adulte sono spiccatamente neoteniche e vivono protette da uno scudetto formato dai resti dell'exuvia della neanide di 3ª età. A differenza delle altre specie asiatiche non sono galligene. Le specie Beesonia dipterocarpi e Beesonia shoreae sono associate a piante tropicali della famiglia delle Dipterocarpaceae, Beesonia napiformis si insedia invece su specie asiatiche dei generi Quercus e Castanopsis, mentre l'australiana Beesonia ferrugineus è associata a piante del genere Melaleuca.
Le specie del genere Limacoccus, tutte sudamericane, si differenziano nettamente dagli altri generi perché non producono galle e la femmina adulta non è rivestita dall'exuvia dell'ultimo stadio giovanile. Vivono a spese di palme.
Le specie degli altri generi (Danumococcus, Echinogalla, Gallacoccus e Mangalorea) sono caratterizzate dalla formazione di galle sull'ospite. In genere le galle sono piuttosto vistose e spettacolari e ricordano, nella forma, foglie, rametti o frutti. In Danumococcus, invece, le galle sono poco appariscenti e di dimensioni ridotte. Come la maggior parte delle Beesonia, si sviluppano a spese di piante della famiglia delle Dipterocarpaceae.
Lo sviluppo postembrionale si svolge in tre stadi di neanide per le femmine e due di neanide più due di ninfa nei maschi. In alcune specie si rileva un polimorfismo a livello di neanide di 1ª età che, analogamente a quanto riscontrato in alcuni afidi della sottofamiglia dei Pemphigidae, fa ipotizzare l'esistenza di una casta di soldati che svolge la funzione di difesa della galla dai nemici.